# Krez
Krez (grško starogrško Kροίσος Κροῖσος, Kroisos; 595 pr. n. št. - datum smrti neznan), lidijski kralj, ki je po Herodotu vladal 14 let vladal 560 pr. n. št. do okoli 546 pr. n. št..
Krez je bil pregovorno znan po svojem velikem bogastvu. Herodot in Pavzanias sta ugotovila, da so se njegovi darovi ohranili v Delfih. Padec Kreza je močno vplival na Grke in je določil določeno točko v njihovem koledarju. 
Bil je sin Aliata II. in je nadaljeval očetovo osvajanje jonskih mest v Mali Aziji. Do Grkov je bil prijaznejši od očeta in je celo odobril zatočišče atenskemu državniku Solonu.
Po izročilu je Adrast, sin frigijskega kralja Gordija pribežal v Lidijo, ko je po pomoti ubil lastnega brata. Krez ga je pozdravil, kasneje pa je Adrast po pomoti ubil tudi njegovega sina in naredil samomor.
Krez se je leta 547 pr. n. št. med pripravami na napad perzijske vojske Kira II. Velikega povezal z egipčanskim faraonom Amazisom II. in babilonskim kraljem Nabonidom.
Preden je začel napad, je odšel v preročišče svečenice Pitije v Delfe, da bi izvedel za usodo svojih namenov. Orakelj mu je tipično dvoumnostjo odgovoril, da če bo Krez napadel Perzijce, bo uničil veliko cesarstvo (ἢν στρατεύηται ἐπὶ Πέρσας, μεγάλην ἀρχὴν μιν καταλύσειν).
Krez se je sedaj počutil varnega in začel z napadom na Perzijski imperij. Prestregli so ga blizu reke Halis v osrednji Anatoliji, bitka pa je bila neodločena. Kakor je bilo tedaj v navadi, se vojske med zimo niso bojevale. Vendar Kir ni prenehal in je napadel Kreza v Sardah v bitki pri Pteriji in ga zajel. S tem Lidijska monarhija neha obstajati. Krez je bil ujet, a ga je Kir oprosti in vzame za osebnega svetovalca na svojem dvoru.
Po eni od legend je Kir Veliki ujel Kreza in ga obsodil na smrt na grmadi. Ko je grmada zagorela je začel Krez izgovarjati ime Solon, nakar ga je Kir vpašal koga to kliče, in Krez mu je pojasnil da je modrec Solon prišel k njemu in mu govoril, da se za nikogar do smrti ne more trditi da je bil srečen v življenju, in ga opozoril na spremenljivost sreče. Kir ga je potem oprostil in ga vzel za osebnega svetovalca.

## Srečanje s Solonom
Po Herodotu je Krez naletel na grškega modreca Solona in mu pokazal svoje ogromno bogastvo. Krez, zaverovan v lastno bogastvo in srečo, je vprašal Solona, kdo je najsrečnejši človek na svetu in bil razočaran nad Solonovim odgovorom, da so bili trije srečnejši od Kreza: Tell, ki je umrl v boju za svojo državo in brata Kleobis in Biton (dva arhaična grška brata kurosa iz Argosa, katerih zgodbe segajo okoli leta 580 pr. n. št.) ki sta mirno umrla v spanju, potem ko je mati molila za njuno popolno srečo, ker sta izkazala sijajno pobožnost tako da sta jo pripeljala na festival. Solon nadalje razlaga, da Krez ne more biti najsrečnejši človek, saj da je človekovo srečo v življenju mogoče presoditi šele po njegovi smrti. Seveda je Krezovo hubristično srečo spremenila tragična smrt njegovega ponesrečenega sina in po besedah Kritiasa samomor njegove žene ob padcu Sarde, da ne omenjamo njegovega poraza s Perzijci.
Intervju je po naravi filozofske diskusije na temo »Kateri človek je srečen?« bolj legendaren in ne zgodovinski. Tako je Krezova sreča predstavljena kot moralistični eksempel Tihe, teme, ki je nabrala moč iz 4. stoletja in razkrila svoj pozni datum. Zgodbo je pozneje na novo spoznal in razvil Auzonij v Maski sedmih modrecev, v Suda (vpis "Μᾶλλον ὁ Φρύξ", ki dodaja Ezop in Sedem grških modrecev), Tolstoj pa v svoji kratki zgodbi Krez in Fate.

## Smrt
Ni znano, kdaj natančno je umrl Krez, čeprav bi ga bilo mogoče uskladiti s tradicionalnim datumom Kirovega osvajanja Lidije leta 546 pred našim štetjem. V Nabonidovi kroniki piše, da je Kir »stopil proti državi -, ubil njenega kralja, vzel njegovo imetje, tam postavil svojo garnizon«. Na žalost vse, kar je ostalo od imena države, so sledovi prvega klinopisnega znaka. Dolgo so domnevati, da bi moral biti ta znak LU, da bi bila omenjena država Lidija, Krez pa kralj, ki je bil ubit. J. Cargill pa je pokazal, da je ta teza temeljila na želenem razmišljanju in ne na dejanskih sledeh znaka LU. Namesto tega sta J. Oelsner in R. Rollinger znak prebrala kot Ú, kar lahko pomeni sklicevanje na Urartu. Ker je Herodotov zapis tudi v tem primeru kronološko nezanesljiv, kot je pokazal J. A. S. Evans, to pomeni, da trenutno nimamo možnosti za povezavo s padcem Sarde; teoretično se je morda zgodil celo po padcu Babilona leta 539 pr. n. št.

## V popularni kulturi
Navedbe Krezove legendarne moči in bogastva, pogosto kot simbol človeške nečimrnosti, so številne tako v literaturi kot umetnosti.